# Espina (arquitectura)

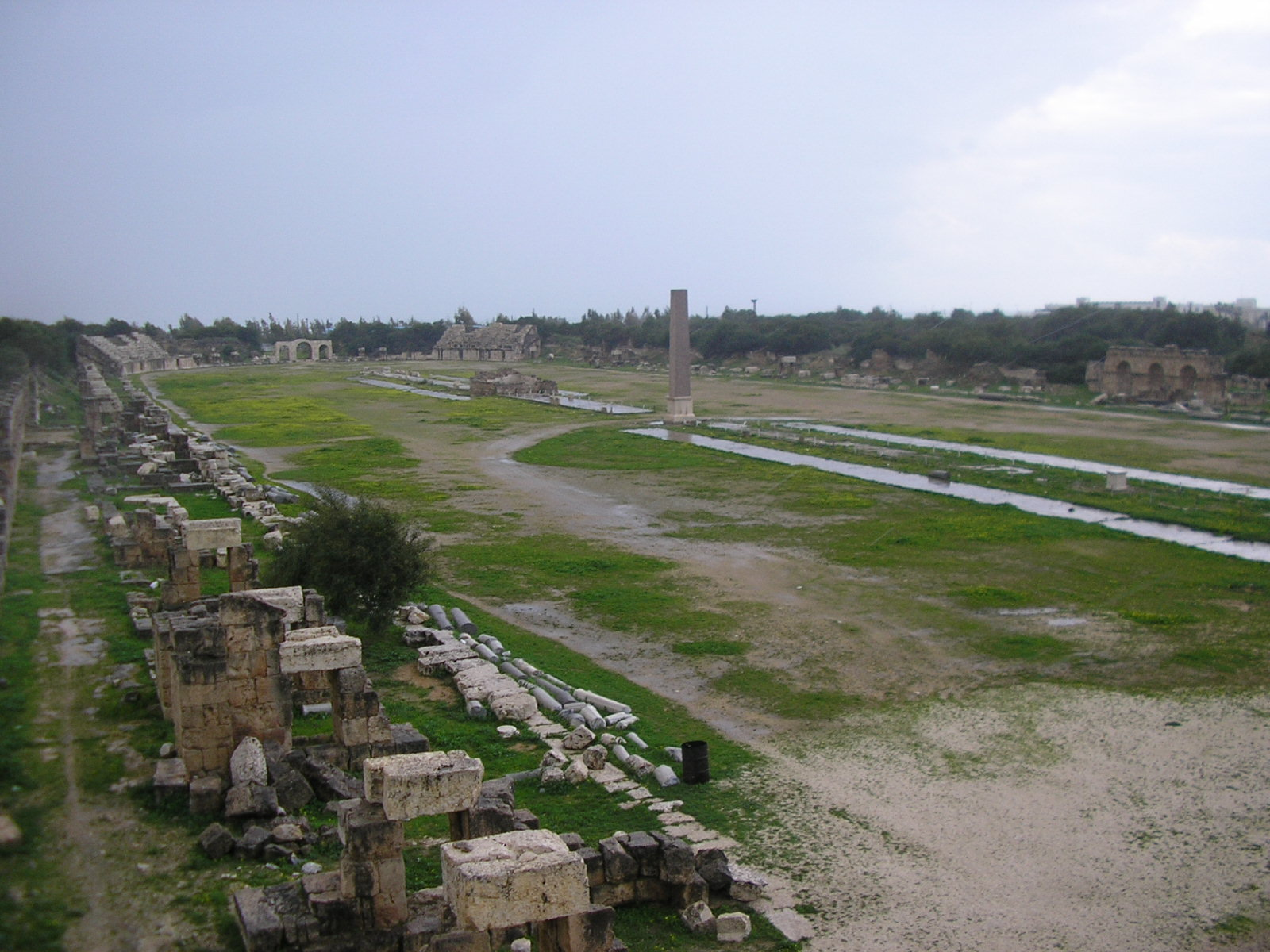
Restos del circo de Al-Bass con la espina en el centro.

La espina, del latín spina, es un muro colocado en medio del circo de los antiguos, con motivo de la relación que tenía con la espina principal de un pescado.
Este sólido de cuatro a seis pies de alto estaba aislado por todas partes. El espacio de alrededor formaba la carrera y en cada uno de sus extremos estaban los lindes cerca los cuales debían pasar los carros. Se colocaban sobre la espina las estatuas, trípodes consagrados, simulacros del templo y siempre un obelisco en lugar, según se dice, de un mástil de navío como antiguamente se usaba. Se ponían también figuras de delfines y otros atributos de Neptuno, a cuyo culto se debía probablemente el origen de la corrida de los caballos. Encima de la espina se colocaba el oficial encargado de señalar el número de vueltas de la carrera. Después se establecieron en Roma asientos para los senadores.
Algunas veces, la espina horadada en forma de pila reemplazaba el canal de agua corriente, llamado Euripes y consagrado a Neptuno, lo que se practicaba comúnmente en los circos para remediar la sed de los hombres y de los caballos, para rociar la arena y para precaver a los espectadores de que se les acercasen los animales, cuando en vez de las corridas de los caballos, se practicaba el combate de las fieras.